# トワイライト〜初恋〜
『トワイライト〜初恋〜』（Twilight）は、2008年のアメリカ映画。原作はステファニー・メイヤーのベストセラー小説『トワイライト』。雨と霧の町フォークスに引っ越してきた高校生ベラと、そこで彼女が出会うヴァンパイア・エドワードとのロマンスを描く。

## ストーリー
17歳のベラは､雨と霧の町フォークスへやってきた｡フェニックスで一緒に暮らしていた母親が再婚することになり､離れて暮らしていた父のもとで新しい生活を始めることにした。
そんな中ベラは､特別な雰囲気を放つ美青年エドワードに出会う｡だが彼はなぜかあからさまにベラを避け､冷たい視線を向けるのだった｡初対面の自分になぜそのようにするのか理解できないベラだったが､あるときエドワードに命を助けられる｡そこでベラは､エドワードの人間離れした力を目撃し、彼の正体を探り始める。

## キャスト
| 役名                 | 俳優                             | 日本語吹替                                            | 日本語吹替                                                     |
| 役名                 | 俳優                             | ソフト版                                              | 日本テレビ版                                                   |
| -------------------- | -------------------------------- | ----------------------------------------------------- | -------------------------------------------------------------- |
| ベラ・スワン         | クリステン・スチュワート         | 木下紗華                                              | 桐谷美玲                                                       |
| エドワード・カレン   | ロバート・パティンソン           | 櫻井孝宏                                              | ウエンツ瑛士                                                   |
| ジェイコブ・ブラック | テイラー・ロートナー             | 細谷佳正                                              | 小野塚貴志                                                     |
| チャーリー・スワン   | ビリー・バーク                   | 田中正彦                                              | 岩崎ひろし                                                     |
| レネ・ドワイアー     | サラ・クラーク                   | 野沢由香里                                            |                                                                |
| カーライル・カレン   | ピーター・ファシネリ             | 井上倫宏                                              | 森田順平                                                       |
| エズミ・カレン       | エリザベス・リーサー             | 林佳代子                                              | 中村綾                                                         |
| アリス・カレン       | アシュリー・グリーン             | 中司ゆう花                                            | 小島幸子                                                       |
| ジャスパー・ヘイル   | ジャクソン・ラスボーン           | 中川慶一                                              | 野島健児                                                       |
| ロザリー・ヘイル     | ニッキー・リード                 | 樋口あかり                                            | 弓場沙織                                                       |
| エメット・カレン     | ケラン・ラッツ                   | 青木強                                                | 茶花健太                                                       |
| ジェームズ           | キャム・ギガンデット             | 居谷四郎                                              | 勝杏里                                                         |
| ジェシカ・スタンリー | アナ・ケンドリック               | 斉藤梨絵                                              |                                                                |
| ヴィクトリア         | レイチェル・レフィブレ           | 甲斐田裕子                                            | 松谷彼哉                                                       |
| ローラン             | エディ・ガテギ                   | 楠大典                                                | 志村知幸                                                       |
| アロ                 | マイケル・シーン                 |                                                       | 家中宏                                                         |
| カイウス             | ジェイミー・キャンベル・バウアー |                                                       | 野島健児                                                       |
| マーカス             | クリストファー・ハイアーダール   |                                                       | 巻島康一                                                       |
| アレック             | キャメロン・ブライト             |                                                       | 阪口周平                                                       |
| サム・ウーレイ       | チャスク・スペンサー             |                                                       | 坂詰貴之                                                       |
| ポール               | アレックス・メラズ               |                                                       | 藤井啓輔                                                       |
| ジャレッド           | ブロンソン・ペルティエ           |                                                       | 野島健児                                                       |
| エンブリー・コール   | キオワ・ゴードン                 |                                                       | 茶花健太                                                       |
| ビリー・ブラック     | ギル・バーミンガム               | 谷昌樹                                                |                                                                |
| ミスター・モリーナ   | ホセ・ズニーガ                   |                                                       |                                                                |
| その他               | N/A                              | 小橋知子 谷山紀章 深津智義 荻野晴朗 永吉ユカ 鈴森勘司 | 津田英三 林一夫 加藤優子 坂詰貴之 落合るみ 川中子雅人 花輪英司 |
| 日本語版制作スタッフ |                                  |                                                       |                                                                |
| 演出                 |                                  | 安江誠                                                | 岩田敦彦                                                       |
| 翻訳                 |                                  | 松崎広幸                                              | 松崎広幸                                                       |
| 脚色                 |                                  |                                                       | 渡辺千穂                                                       |
| 調整                 |                                  | 藤樫衛                                                | 長井利親                                                       |
| 効果                 |                                  |                                                       | リレーション                                                   |
| 編集・録音           |                                  |                                                       | ブロードメディア                                               |
| 担当                 |                                  |                                                       | 佐藤陽子 坂田守                                                |
| 広報                 |                                  |                                                       | 河本香織                                                       |
| デスク               |                                  |                                                       | 小川みゆき                                                     |
| プロデューサー補     |                                  |                                                       | 野地玲子 村田摩耶                                              |
| プロデューサー       |                                  |                                                       | 明比雪 西憲彦 稲毛弘之                                         |
| チーフプロデューサー |                                  |                                                       | 前田伸一郎                                                     |
| 制作                 |                                  | グロービジョン                                        | ブロードメディア                                               |
| 初回放送             |                                  |                                                       | 2010年11月12日 『金曜ロードショー』 21:00-23:24                |

## スタッフ
- 監督：キャサリン・ハードウィック
- 製作：マーク・モーガン、グレッグ・ムーラディアン、ウィック・ゴッドフレイ
- 脚本：メリッサ・ローゼンバーグ
- 撮影：エリオット・デイヴィス
- 音楽：カーター・バーウェル

## 公開
アメリカでは2008年11月21日に公開され、週末興行成績では初登場1位。初日3日間の興行成績で7000万ドルを超える。日本での公開は2009年4月4日。

## 音楽
2008年11月4日に発売されたオリジナル・サウンドトラックには、パラモアやリンキン・パーク、ミューズなどのロック・アーティストが中心に参加し全米アルバム・チャートで初登場1位となった。日本国内盤は2009年3月11日発売された。
本編のエンディングに、レディオヘッドのアルバム『イン・レインボウズ』に収録された楽曲「15 ステップ」が使用されている。

## サウンドトラック
1. スーパーマッシヴ・ブラック・ホール - ミューズ
2. ディコード～恋の暗号 - パラモア
3. フル・ムーン - ザ・ブラック・ゴースツ
4. リーヴ・アウト・オール・ザ・レスト - リンキン・パーク
5. スポットライト （トワイライト・ミックス） - ミュート・マス
6. ゴー・オール・ザ・ウェイ （イントゥ・ザ・トワイライト） - ペリー・ファレル
7. トレンブル・フォー・マイ・ビラヴド - コレクティヴ・ソウル
8. アイ・コート・マイセルフ - パラモア
9. アイズ・オン・ファイア - ブルー・ファウンデーション
10. ネヴァー・シンク - ロバート・パティンソン
11. フライトレス・バード、アメリカン・マウス - アイアン&ワイン
12. ベラズ・ララバイ - カーター・バーウェル